# ویلی لی
 ویلی لی (آلمانی: Willy Ley؛ زاده ۲ اکتبر ۱۹۰۶ درگذشته ۲۴ ژوئن ۱۹۶۹) یک فیزیک‌دان اهل آلمان بود.